# Мерсін Арена
«Мерсін Стадіум» (тур. Mersin Stadyumu) — багатофункціональний стадіон у місті Мерсін, Туреччина, домашня арена ФК «Мерсін Ідманюрду».

## Загальний опис
Стадіон побудований 2013 року в рамках підготовки до Середземноморських ігор, які приймав Мерсін. 20 червня 2013 року відкритий під час церемонії відкриття Ігор. На той час потужність становила до 33 000 глядачів. Після змагань здійснено реконструкцію арени, у результаті якої вона стала придатною для проведення футбольних матчів. Потужність знижено до 25 534 глядачів. З 23 березня 2014 року стадіон приймає футбольні матчі. Відповідає вимогам УЄФА. Дах арени складається із рельєфних секторів, які тримають металеві конструкції, закріплені за трибунами по периметру арени. Фасад нагадує шатро і створений із особливого напівпрозорого матеріалу, який під час роботи системи освітлення дає змогу частково спостерігати за дійством на стадіоні поза спорудою. У світлу пору доби фасад дає змогу максимально використовувати природне освітлення. На стадіоні розташовані VIP-зона, медичний центр, ресторани та магазини. Арена обладнана підйомними ліфтами та всією необхідною стадіонною і периферійною інфраструктурою, що робить її однією із найсучасніших у Туреччині.

## Назва
Протягом 2013—2017 років стадіон носив назву «Мерсін Арена». Однак, згідно указу президента Туреччини Реджепа Таїпа Ердогана, у 2017 році із назви прибрано слово «арена», яке замінене на «стадіум». Таким чином, арену перейменовано на «Мерсін Стадіум».